# حشمت‌الله ترابی‌زاده
حشمت‌الله ترابی‌زاده (زادهٔ ۱۳۳۹ در سیاهبوم) نمایندهٔ حوزهٔ انتخابیهٔ لنجان در دورهٔ پنجم مجلس شورای اسلامی بوده‌است.